# San Diego (Costa Rica)
San Diego è un distretto della Costa Rica facente parte del cantone di La Unión, nella provincia di Cartago.